# The Tender Tale of Cinderella Penguin
The Tender Tale of Cinderella Penguin, französischer Titel La Tendre Histoire de Cendrillon pingouin, ist ein kanadischer animierter Kurzfilm von Janet Perlman aus dem Jahr 1981.

## Handlung
Ein romantisch veranlagtes Pinguinweibchen lebt mit der Mutter und ihren beiden Stiefschwestern in einem Haus. Während sie die Hausarbeit verrichten muss, putzen sich die anderen stets heraus. Eines Tages lädt der Prinz zu einem Ball und Mutter und Stiefschwestern gehen reich gekleidet hin. Der Pinguin, der für die Hausarbeit zuständig ist, bleibt traurig zurück. Plötzlich erscheint eine kleine Pinguinfee, verwandelt Mäuse in Pinguinpferde und einen Kürbis im Garten in eine Kutsche. Der Pinguin erhält ein festliches Kleid, weiße Absatzschuhe in Schwimmflossenform und die Auflage, bis Mitternacht wieder zuhause zu sein.
Auf dem Ball tanzt der Prinz nur mit dem Pinguin, der jedoch kurz vor Mitternacht überstürzt aufbricht. Dabei verliert er einen Schuh. Der Prinz lässt nun nach dem Pinguin suchen und auch die Mutter und die Stiefschwestern putzen ihre Füße heraus. Der Pinguin wird in den Keller gesperrt, wobei ein Fuß in der Kellertür eingeklemmt wird. Als sich die Stiefschwestern um den Schuh des Prinzen streiten, fällt dieser direkt auf den eingeklemmten Fuß des Pinguins. Der Prinz hat seinen Schatz gefunden und es kommt zur Hochzeit.

## Produktion
The Tender Tale of Cinderella Penguin ist eine humorvolle Variation des Märchens Aschenputtel, wobei die handelnden Figuren Pinguine sind. Der Film kam 1981 in die kanadischen Kinos und lief im Oktober 1982 auf dem Chicago International Film Festival erstmals in den USA.
Janet Perlman brachte 1992 das auf dem Film basierende Kinderbuch Cinderella Penguin heraus.

## Auszeichnungen
The Tender Tale of Cinderella Penguin wurde 1982 für einen Oscar in der Kategorie „Bester animierter Kurzfilm“ nominiert, konnte sich jedoch nicht gegen Crac durchsetzen.